# Martin Grønne
Martin Grønne Jensen (født 1990) er en dansk atlet som er medlem af Korsør AM.
Martin Grønne vandt DM i syvkamp inde 2012.

## Danske mesterskaber
- DM  Guld 2012 Syvkamp inde
- DM  Sølv 2011 Syvkamp inde